# Wierchnij Byk
Wierchnij Byk (ros. Верхний Бык) – wieś w Rosji, w obwodzie woroneskim, w rejonie worobjowskim. W 2010 liczyła 548 mieszkańców.